# イニーリダ
イニーリダ（Inírida）は、コロンビア・グアイニア県の県都。人口は3万1514人（2018年）。ベネズエラとの国境に近い。
オリノコ川の支流であるグアビアーレ川とその支流のイニーリダ川に面している。リャノと呼ばれる熱帯草原の南部にあり、アマゾン熱帯雨林に近い。コロンビアで最も人口密度の低い地域であり、住民の大半は先住民族である。一帯の湿地群は2014年にラムサール条約登録地となった。
地域の経済の中心は畜産農業と漁業で、自給自足に近い生活をしている世帯も珍しくない。観光で訪れる人がいるため、ホテルやタクシー、釣り船なども存在する。

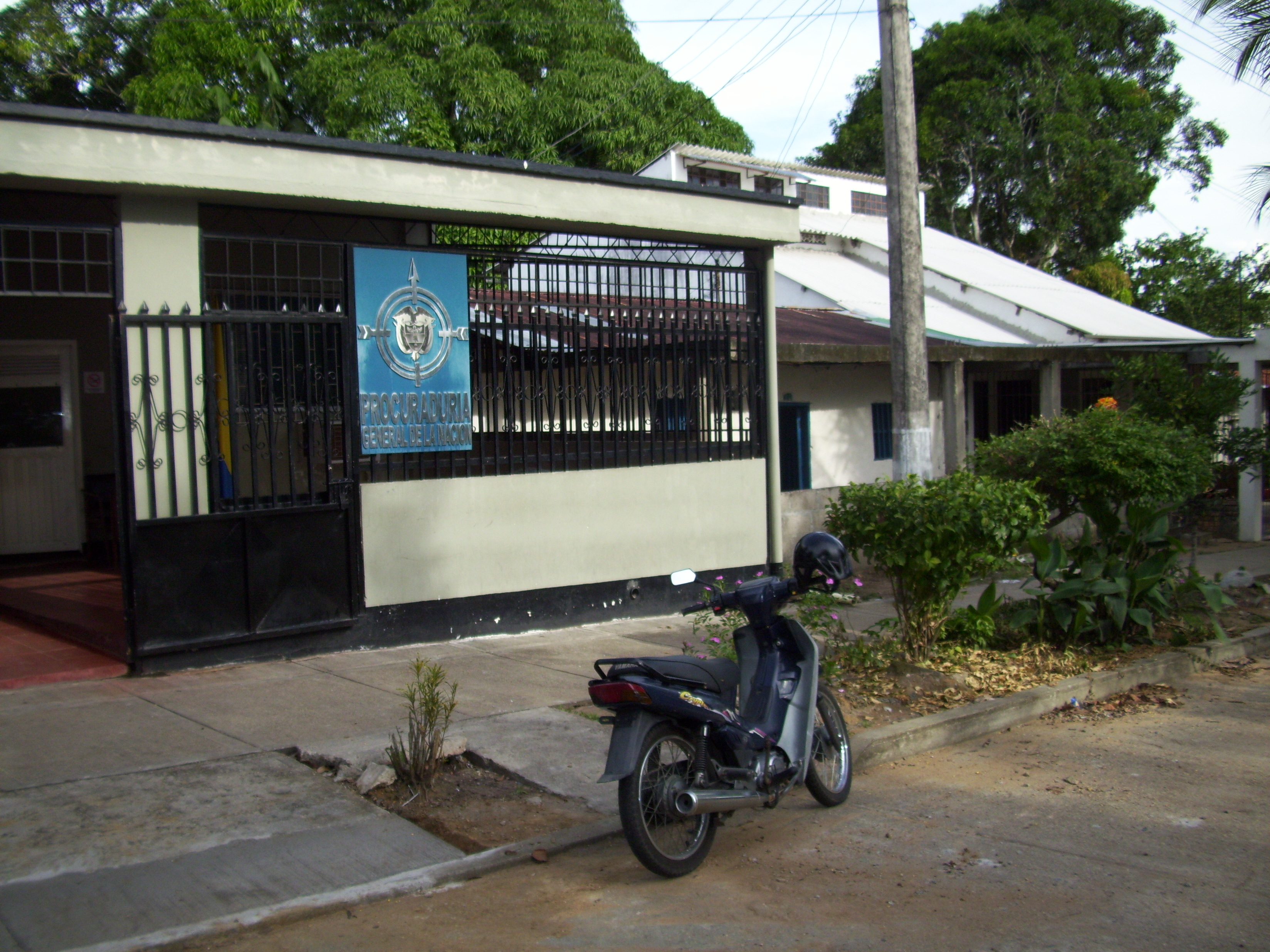
裁判所